# Фінн Макґівер
Фінн Макґівер (20 жовтня 2000) — ірландський плавець.
Учасник Олімпійських Ігор 2020 року, де в естафеті 4x200 метрів вільним стилем його збірна посіла 14-те місце і не потрапила до фіналу.